# 逢坂剛
逢坂剛（おうさか ごう、1943年11月1日—）是日本東京都文京區出身的推理作家。本名為中 浩正（なか ひろまさ）。他曾獲得第96回直木三十五賞、第5回日本冒險小說協會大獎、第40回日本推理作家協會賞受賞。

## 著書一覽

### 現代小說

#### 系列外作品
- 西班牙灼熱的午後
- 卡迪斯紅星

- （繁體中文）譯者：洪碧娟，皇冠出版社，2011-06-13，656頁，16k菊，ISBN 9789573328124
- （简体中文）译者：袁斌，新星出版社【第一・二部】，2010-03，327页/367页，16K，ISBN 9787802258945/ISBN 9787802258952

- 幻之祭典

#### 系列作品

##### 百舌系列(公安警察系列)
- 百舌吶喊的夜晚

- （繁體中文）譯者：劉子倩，獨步文化出版社，2006-08-24，416頁，16k菊，ISBN 9866954064
- （简体中文）译者：薛军，新星出版社，2011-07，290页，16K，ISBN 9787513303439

- 幻之翼

- （简体中文）译者：刘宁，新星出版社，2012-01，282页，16K，ISBN 9787513303903

##### 岡坂神策系列
- 遙遠的斜影之國

- （繁體中文）譯者：燕熙，新雨出版社，2009-10-20，576頁，15x21cm，ISBN 9789862270448

## 注脚
1. ↑  . WEB本の雑誌.   [2013-01-24]. （原始内容存档于2013-03-26）.

## 外部連結
- 作家の読書道：第1回 逢坂剛 （页面存档备份，存于） - WEB本の雑誌
- BOOKasahi.com - 逢坂剛による他著者本の書評
- 『兇弾』インタビュー  - asahi.com
- 【小説家になりま専科】「読者をいかに楽しませるかが、作家の醍醐味である」 - 逢坂剛×池上冬樹 対談
- カディスの赤い星ギターコンサート （页面存档备份，存于） - BSジャパン公式サイト